# Aartsbisdom Florianópolis

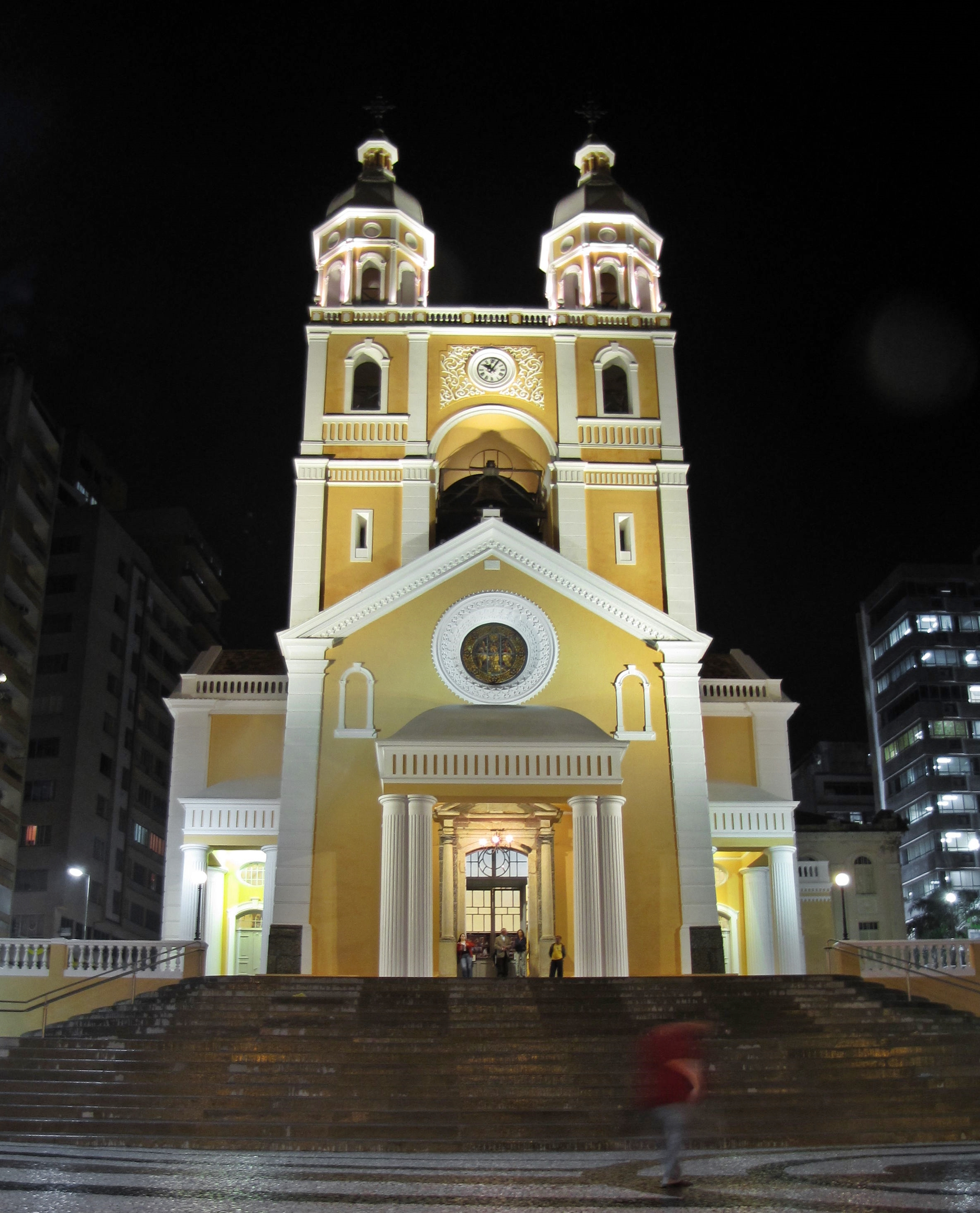
Kathedraal van Florianópolis

Het aartsbisdom Florianópolis (Latijn: Archidioecesis Florianopolitana; Portugees: Arquidiocese de Florianópolis) is een in Brazilië gelegen rooms-katholiek aartsbisdom met zetel in Florianópolis in de staat Santa Catarina. De aartsbisschop van Florianópolis is metropoliet van de kerkprovincie Florianópolis, waartoe ook de volgende suffragane bisdommen behoren:
- Bisdom Blumenau
- Bisdom Caçador
- Bisdom Chapecó
- Bisdom Criciúma
- Bisdom Joaçaba
- Bisdom Joinville
- Bisdom Lages
- Bisdom Rio do Sul
- Bisdom Tubarão

## Geschiedenis
Het bisdom Florianópolis werd opgericht op 19 maart 1908 en was suffragaan aan het aartsbisdom Porto Alegre. Op 17 januari 1927 werd het bisdom tot aartsbisdom verheven.

## (Aarts)bisschoppen van Feira de Santana
- 1908–1912: João Batista Becker
- 1914–1967: Joaquim Domingues de Oliveira (vanaf 1927 aartsbisschop)
- 1967–1991: Afonso Niehues
- 1991–2001: Eusébio Oscar Scheid SCJ
- 2002–2011: Murilo Sebastião Ramos Krieger SCJ
- 2011-heden: Wilson Tadeu Jönck SCJ